# Ardmore (Alberta)
Pour les articles homonymes, voir Ardmore.
Ardmore est un hameau (hamlet) de Bonnyville No 87, situé dans la province canadienne d'Alberta.

## Démographie
En tant que localité désignée dans le recensement de 2011, Ardmore a une population de 333 habitants dans 127 de ses 128 logements privés, soit une variation de 6.1% avec la population de 2006. Avec une superficie de 0,846 1 km2, le hameau possède une densité de population de 393,570 5 hab/km2 en 2011.
Concernant le recensement de 2006, Ardmore abritait 314 habitants dans 118 de ses 126 logements privés. Avec une superficie de 0,846 1 km2, le hameau possédait une densité de population de 371,1 hab/km2 en 2006.